# Бєляєво (Велізький район)
Бєля́єво (рос. Беляево) — присілок Велізького району Смоленської області Росії. Входить до складу Бєляєвського сільського поселення.
Населення — 197 осіб (2007 рік).